# Semnyi-Kloster
| Tibetische Bezeichnung                                   |
| -------------------------------------------------------- |
| Wylie-Transliteration: sems nyid dgon pa; sems nyid dgon |
| Chinesische Bezeichnung                                  |
| Vereinfacht: 仙米寺; 显明寺                              |
| Pinyin:Xiānmǐ sì; Xiǎnmíng sì                            |

Das Semnyi-Kloster oder Semnyi Gön bzw. Semnyi Gompa (tibetisch sems nyid dgon pa oder sems nyid dgon) usw. ist ein bedeutendes Kloster der Gelug-Schule des tibetischen Buddhismus in der Region von Huare bzw. Pari (dpa' ri) im Tal des Flusses Datong He im nördlichen Amdo, nördlich von Xining. Der höchste Lama des Semnyi-Klosters, der jeweilige Achung Rinpoche, war das geistliche und weltliche Oberhaupt dieser Region.
Das Kloster wurde im Jahr 1623 gegründet, in diesem Jahr hatte der 3. Achung Rinpoche Künga Gyatsho den Mönch Lhari Khenchen Tsheten Döndrub (lha ri mkhan chen tshe brtan don grub) aus dem Kloster Drag Yerpa bei Lhasa gebeten, den Tempel zu erbauen.
Zuvor hatte im Jahr 1584 der 3. Dalai Lama den heiligen Ort besucht und vorgeschlagen, ein Kloster für das Volk zu bauen. Das Kloster befindet sich in der Gemeinde Xianmi des Autonomen Kreises Menyuan der Hui der Hui-Chinesen in der Provinz Qinghai.
Es wurde von der Mandschu-Armee während der Qing-Dynastie im Jahr 1724 während des Aufstands der Khoshuud (Qoshoten) des Kokonor-Gebiets unter dem mongolischen Fürsten Lobsang Tendzin (tib.: blo bzang bstan 'dzin), einem Enkel des Gushri Khan, zerstört.
Im folgenden Jahr 1725 wurde es von fünf tibetischen Stämmen des Gebiets wiederaufgebaut. Vor 1958 hatte es über 160 Mönche, heute 35.
Das Kloster steht seit 1998 auf der Liste der Denkmäler der Provinz Qinghai.

### Nachschlagewerke
- Zangzu da cidian. Lanzhou 2003 (Xianmi si)